# Music for Wilder Mann
Music for Wilder Mann è un album di Teho Teardo pubblicato nel 2005 dalla Specula ed ispirato al lavoro fotografico di Charles Fregér.

## Tracce
1. Attonita
2. Wilder Mann
3. Wake Up The Bear
4. Dead Tree Hugger
5. The Rapture Institute
6. Transfiguration Of A Bear
7. A Guide For Small Joy
8. Ultra You